# 東虢
東虢（とうかく）は、西周初期の重要な諸侯国。

## 歴史
周の武王が殷を滅ぼすと、周の文王の2人の弟を虢の国君に封じた。その中で虢叔が封じられた雍地を西虢、虢仲が封じられた制地（現在の河南省鄭州市滎陽市）を東虢と呼ばれた。この両諸侯国は周王室の東西両面の屏障として作用した。
紀元前767年、東虢は鄭によって滅亡した。

## 歴代君主
- 虢仲
- 虢恵叔大林 - 《虢叔旅鐘》に見える。
- 虢叔旅 - 虢恵叔の子。《虢叔旅鐘》に見える。